# Teucholabis (Teucholabis) shanensis
Teucholabis (Teucholabis) shanensis is een tweevleugelige uit de familie steltmuggen (Limoniidae). De soort komt voor in het Oriëntaals gebied.